# 阿部正邦
阿部正邦（日语：／ Abe Masakuni，1658年5月21日—1715年3月2日），日本江户时代大名。武藏国岩槻藩5代藩主、丹后国宫津藩主、下野国宇都宫藩主、备后福山藩初代藩主。阿部家宗家5代。
武藏国岩槻藩3代藩主阿部定高之次男，正室为山内丰昌之女、继室为春日氏。幼名为作十郎。

## 经历
万治元年（1658年），作为武藏国岩槻藩阿部3代藩主·阿部定高的次男出生。父亲定高于万治2年（1659年）、25岁去世，因嫡子正邦年仅2岁，定高之弟阿部正春代之就任4代藩主。但是，家臣中有人不满，于是宽文11年（1671年）12月19日、正春将家督让位于正邦，正邦在14岁成为5代藩主（9万9000石）。但是，正邦与幕府关系疏远，10年后的天和元年（1681年）转封丹后宫津藩（9万9000石），在16年后的元禄10年（1697年）增加1000后转封下野宇都宫藩，成为10万石的大名，又于13年后的宝永7年（1710年）、转封备后福山藩（10万石）。入封福山藩之时的正邦已经53岁了。
正邦在入封备后福山藩的翌年、正德元年（1711年）3月28日进入福山国，命令各村提交“指出帐（宝永差出帐）”来把握领内的实情。此差出帐记录了各村的米谷的收获量、寺社、商品作物、火枪等村中概要和地租缴纳的方法以及五人组等各种制度。同年9月各郡奉行公布与各村治安有关的条例“条条”35条，抑制了领主交替时而发生的动乱，2年（1712年），发布了有关地租缴纳方法的承诺书。又于正德3年下达了有关节约各村财政预算的和村政公正化的命令。改善商业也在宝永7年（1710年）实施了。因此，正德3年（1713年）前后正邦在福山藩领内的统治，使西国街道的谱代大名的存在意义落实化了。这样正邦积极专心致力于阿部家福山藩的藩政，但转封5年后的正德5年（1715年）、在江户去世。家督由四男·正福继承。

## 官位
- 1671年（宽文11年）从五位下·对马守。
- 1700年（元禄13年）从四位下。
- 1711年（正德元年）备中守。